# Kadosactis sulcata
Kadosactis sulcata is een zeeanemonensoort uit de familie Kadosactidae.
Kadosactis sulcata werd voor het eerst wetenschappelijk beschreven in 1934 door de Zweedse zoöloog Oscar Henrik Carlgren.
De soort komt voor in het noordoostelijke deel van de Atlantische Oceaan. De habitat is de bathyale (1000-4000 meter diep) en abyssale zone.